# مورين جادج
مورين جادج هي كاتبة سيناريو ومخرجة كندية، ولدت في 1955.

## وصلات خارجية
- مورين جادج على موقع IMDb (الإنجليزية)
- مورين جادج على موقع أول موفي (الإنجليزية)
- مورين جادج على موقع قاعدة بيانات الفيلم (الإنجليزية)
- مورين جادج على موقع كينوبويسك (الروسية)